# Bài khởi động

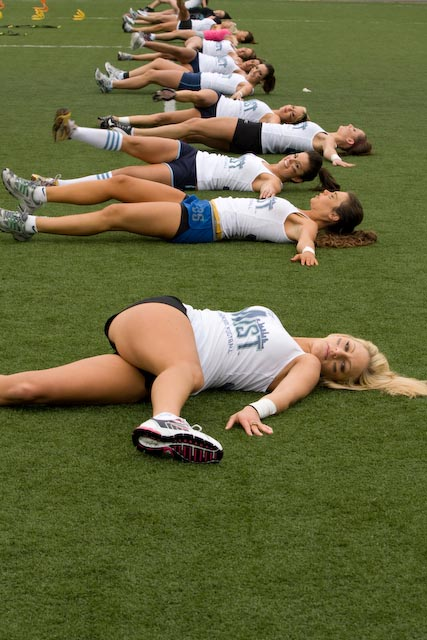
Các vận động viên đang tập khởi động chuyên môn trước trận đấu thay vì khởi động nhẹ thông thường

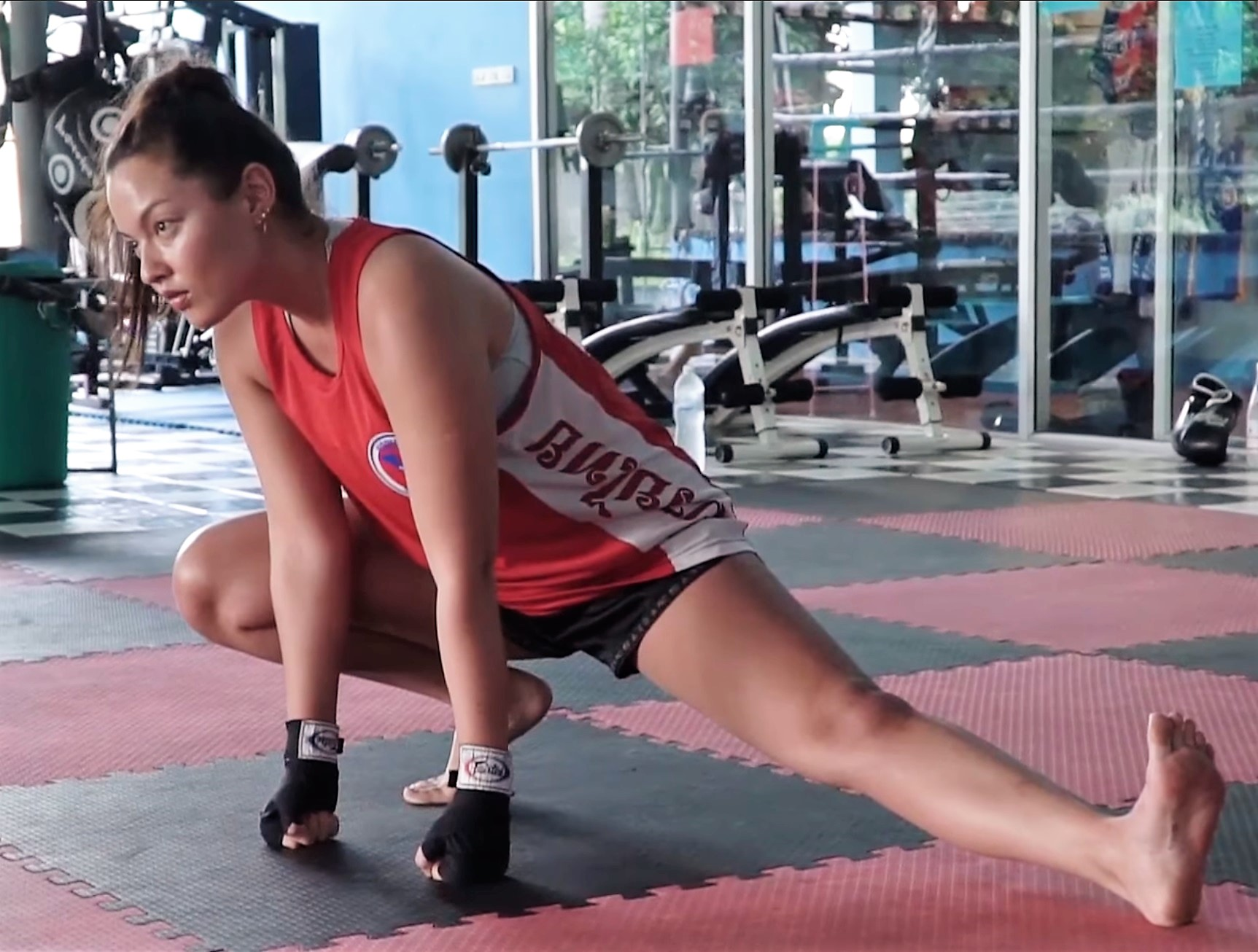
Khởi động giãn cơ chân trước trận đấu tập

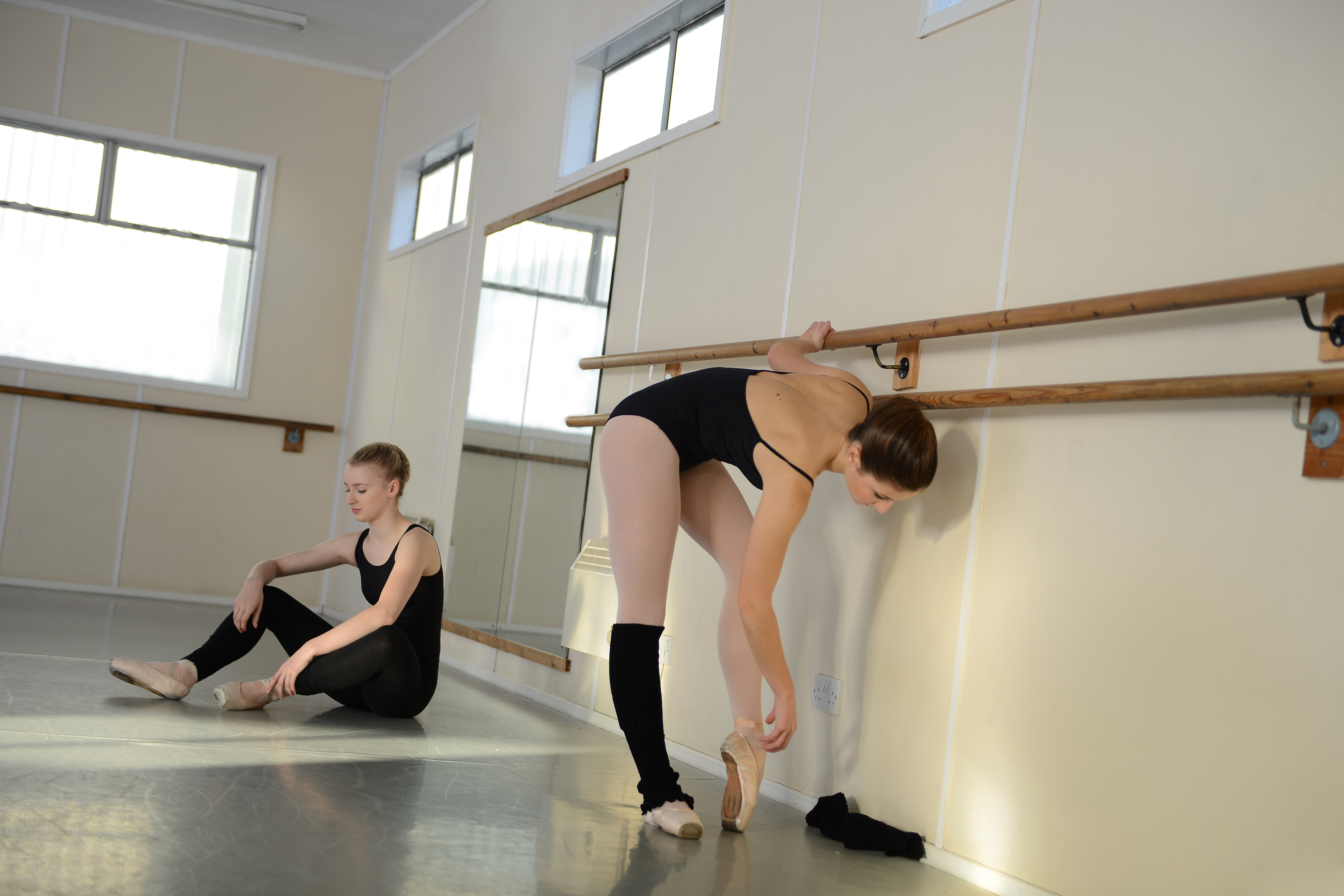
Các vũ công đang khởi động trước khi trình diễn

Bài khởi động (Warming up) hay động tác khởi động hay còn gọi là làm nóng cơ thể là một phần của việc kéo giãn cơ và chuẩn bị cho hoạt động thể chất hoặc biểu diễn bằng cách tập thể dục hoặc luyện tập, khởi động, vận động nhẹ nhàng trước khi bắt đầu, thường được thực hiện trước khi biểu diễn hoặc luyện tập. Các vận động viên, ca sĩ, diễn viên và những người khác khởi động trước khi căng cơ. Người ta tin rằng điều này giúp chuẩn bị cho các cơ hoạt động mạnh mẽ và ngăn ngừa chuột rút cơ và giảm nguy cơ dính chấn thương do gắng sức quá mức. Khởi động thường bao gồm tăng dần cường độ hoạt động thể chất (một "bài tập tăng nhịp tim"), bài tập vận động xương khớp và kéo giãn, sau đó là hoạt động thể chất, thể lực. Ví dụ, trước khi chạy hoặc chơi một môn thể thao cường độ cao, các vận động viên có thể chạy bộ chậm để làm nóng cơ thể và tăng nhịp tim. Nhiều người cho rằng tập khởi động chủ yếu nhằm mục đích tăng nhiệt độ cơ thể (làm ấm) vì lúc này cơ thể, cơ bắp đang ở trạng thái nguội lạnh, chưa sẵn sàng, thay vì phải tập kéo giãn cơ, xương khớp, phòng ngừa chấn thương.
Khởi động trước khi tập thể dục là điều kiện cần tuân thủ, vì không chỉ giúp cơ thể sẵn sàng cho sự vận động với cường độ cao, đây là tầm quan trọng của việc khởi động đồng bộ các cơ, khớp và nhịp tim mạch, hít thở hô hấp, trao đổi chất. Điều quan trọng là khởi động phải cụ thể theo mục tiêu từng hoạt động, để các cơ được sử dụng được kích hoạt (tăng biên độ hoạt động của cơ bắp) tránh bị rách cơ hoặc rạn cơ, ví dụ như các môn thể thao sử dụng chân (phần thân dưới) thì sẽ có các bài tập khởi động các khớp chân, khớp gối, khớp háng, khớp hông, trong khi các môn sử dụng tay (phần thân trên) thì sẽ có bài khởi động khớp vai, khớp khuỷ tay, khớp cổ tay, gáy cổ. Rủi ro và lợi ích của việc kết hợp kéo giãn với khởi động là không thể tranh cãi, mặc dù người ta thường tin rằng khởi động giúp chuẩn bị cho vận động viên cả về mặt tinh thần và thể chất. Kéo giãn cơ là một phần của một số bài tập khởi động, mặc dù một nghiên cứu năm 2013 chỉ ra rằng động tác này làm cơ yếu đi. Có bằng chứng trái ngược nhau về lợi ích của việc khởi động toàn diện trong việc ngăn ngừa chấn thương ở cầu thủ bóng đá, với một số nghiên cứu cho thấy một số lợi ích trong khi những nghiên cứu khác không cho thấy lợi ích của việc khởi động.